# Maxus D90
Maxus D90 er en SUV, der bliver produceret af den kinesiske bilproducent SAIC Motor under undermærket Maxus. Den har været i produktion siden oktober 2017.
| Stub | Spire Denne bilrelaterede artikel er en spire som bør udbygges. Du er velkommen til at hjælpe Wikipedia ved at udvide den. |